# خضرلك (مقاطعة دهغلان)
خضرلك (بالفارسية: خضرلک) هي قرية تقع في قسم ايلان الشمالي الريفي (مقاطعة دهغلان) في إيران. يقدر عدد سكانها بـ 27 نسمة بحسب إحصاء 2016.